# Adnan Čustović
Adnan Čustović (Mostar, 14 aprile 1978) è un allenatore di calcio ed ex calciatore bosniaco, di ruolo attaccante.

## Carriera

### Giocatore

#### Club
Cresciuto nelle giovanili del Velež Mostar, ha iniziato la carriera professionistica nel Triglav, club di seconda divisione slovena.
Nel 1998 è approdato in Francia, nel Le Havre, club di Ligue 1. Qui trovò spazio solo dopo la retrocessione in Ligue 2.
Nel 2002 si è trasferito nello Laval, club di Ligue 2.
Nel 2004, non soddisfatto dal diciassettesimo posto del Lavallois, si è trasferito all'Amiens, sempre in Ligue 2, e qui ha trascorso una stagione in chiaroscuro.
Nel 2005 è approdato in Belgio, nel R.E. Mouscron, qui trascorre tre stagioni e mezza con un'ottima media gol.
Il 20 dicembre 2008 ha firmato un triennale con il Gent.

#### Nazionale
Con la Bosnia ed Erzegovina ha debuttato il 24 marzo 2007 contro la Norvegia ed ha segnato il suo primo gol in data 2 giugno 2007 contro la Turchia.

### Allenatore
Il 5º gennaio 2023 entra a far parte dello staff di Ivan Leko come allenatore in seconda dell'Hajduk Spalato.
Il 23 ottobre seguente, con l'esonero di Ivan Leko, viene sollevato da tale incarico.

## Statistiche

### Cronologia presenze e reti in nazionale
| Cronologia completa delle presenze e delle reti in nazionale ― Bosnia ed Erzegovina | Cronologia completa delle presenze e delle reti in nazionale ― Bosnia ed Erzegovina | Cronologia completa delle presenze e delle reti in nazionale ― Bosnia ed Erzegovina | Cronologia completa delle presenze e delle reti in nazionale ― Bosnia ed Erzegovina | Cronologia completa delle presenze e delle reti in nazionale ― Bosnia ed Erzegovina | Cronologia completa delle presenze e delle reti in nazionale ― Bosnia ed Erzegovina | Cronologia completa delle presenze e delle reti in nazionale ― Bosnia ed Erzegovina | Cronologia completa delle presenze e delle reti in nazionale ― Bosnia ed Erzegovina |
| Data                                                                                | Città                                                                               | In casa                                                                             | Risultato                                                                           | Ospiti                                                                              | Competizione                                                                        | Reti                                                                                | Note                                                                                |
| ----------------------------------------------------------------------------------- | ----------------------------------------------------------------------------------- | ----------------------------------------------------------------------------------- | ----------------------------------------------------------------------------------- | ----------------------------------------------------------------------------------- | ----------------------------------------------------------------------------------- | ----------------------------------------------------------------------------------- | ----------------------------------------------------------------------------------- |
| 24-3-2007                                                                           | Oslo                                                                                | Norvegia                                                                            | 1 – 2                                                                               | Bosnia ed Erzegovina                                                                | Qual. Euro 2008                                                                     | -                                                                                   | 3’ 82’                                                                              |
| 2-6-2007                                                                            | Sarajevo                                                                            | Bosnia ed Erzegovina                                                                | 3 – 2                                                                               | Turchia                                                                             | Qual. Euro 2008                                                                     | 1                                                                                   | 81’                                                                                 |
| 22-8-2007                                                                           | Sarajevo                                                                            | Bosnia ed Erzegovina                                                                | 3 – 5                                                                               | Croazia                                                                             | Amichevole                                                                          | -                                                                                   | 46’                                                                                 |
| 8-9-2007                                                                            | Budapest                                                                            | Ungheria                                                                            | 1 – 0                                                                               | Bosnia ed Erzegovina                                                                | Qual. Euro 2008                                                                     | -                                                                                   | 84’                                                                                 |
| 12-9-2007                                                                           | Sarajevo                                                                            | Bosnia ed Erzegovina                                                                | 0 – 1                                                                               | Moldavia                                                                            | Qual. Euro 2008                                                                     | -                                                                                   | 77’                                                                                 |
| Totale                                                                              |                                                                                     | Presenze                                                                            | 5                                                                                   |                                                                                     | Reti                                                                                | 1                                                                                   |                                                                                     |

## Palmarès

### Giocatore

#### Competizioni nazionali
- Coppa del Belgio: 1

Gent: 2009-2010